# Bad Bayersoien
Bad Bayersoien ist eine Gemeinde im oberbayerischen Landkreis Garmisch-Partenkirchen. Der Ort ist Heilbad und Moorkurort.

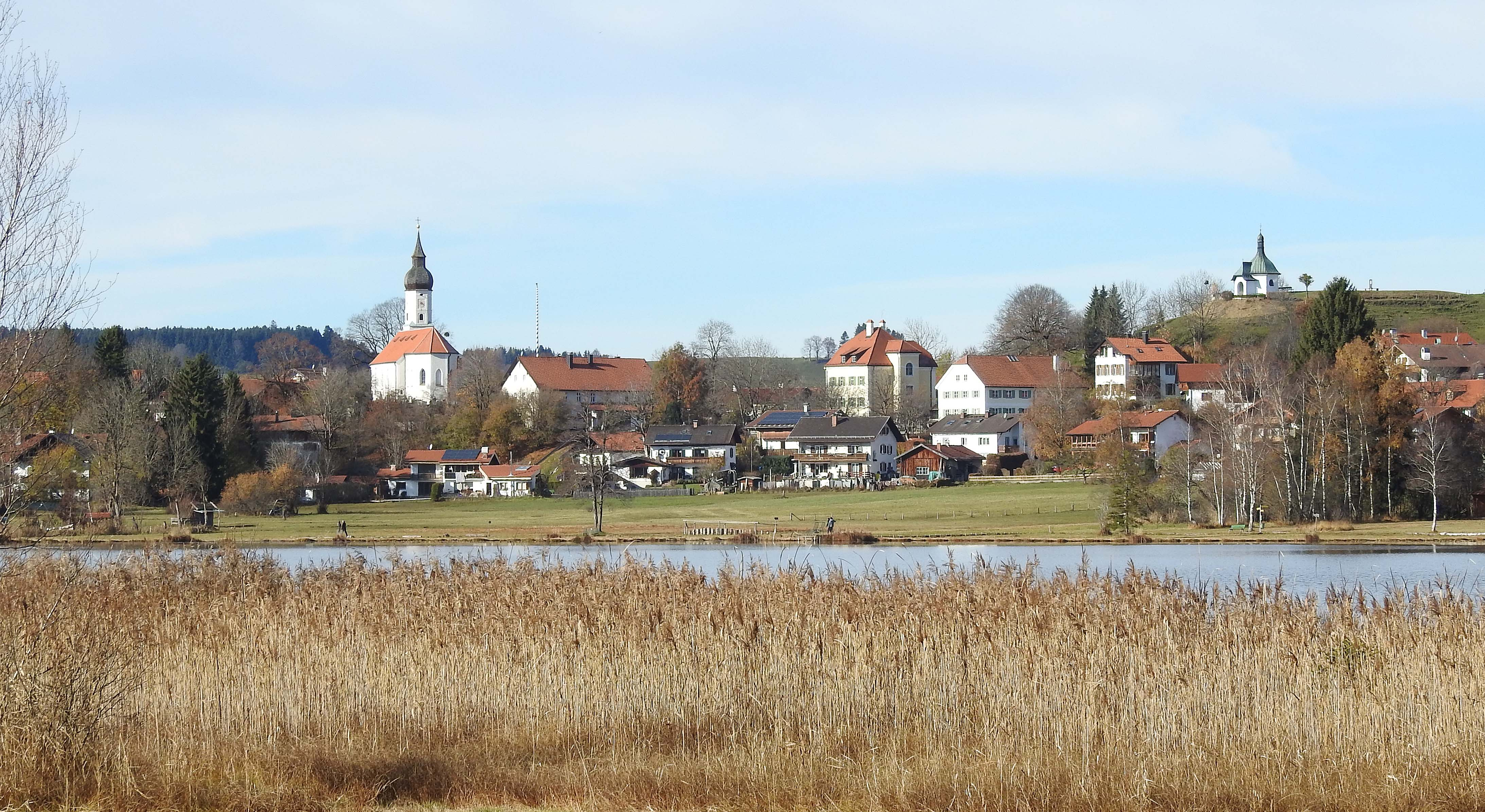
Bad Bayersoien mit Bayersoiener See von Osten

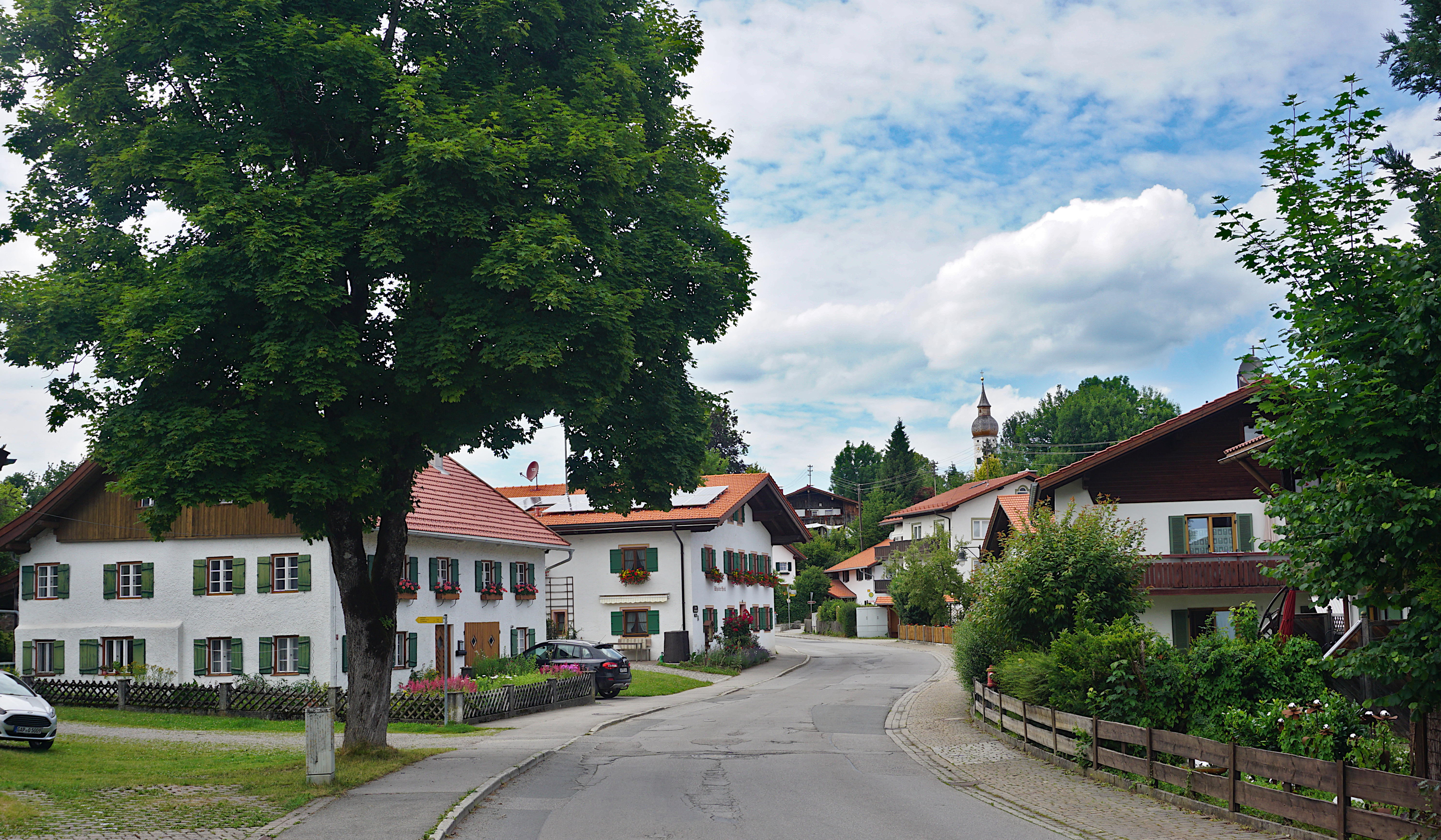
Dorfpartie

## Geografie
Die Gemeinde liegt in der Region Bayerisches Oberland. In der Nähe befindet sich der Naturpark Ammergauer Alpen. Die Gemeinde liegt am Bayersoiener See.
Es gibt acht Gemeindeteile (in Klammern ist der Siedlungstyp angegeben):
- Bad Bayersoien (Pfarrdorf)
- Echelsbach (Dorf)
- Findenau (Einöde)
- Grundbauer (Einöde)
- Gschwendt (Dorf)
- Kirmesau (Weiler)
- Lettigenbichl (Weiler)
- Sommerhof (Einöde)

Es gibt nur die Gemarkung Bad Bayersoien.

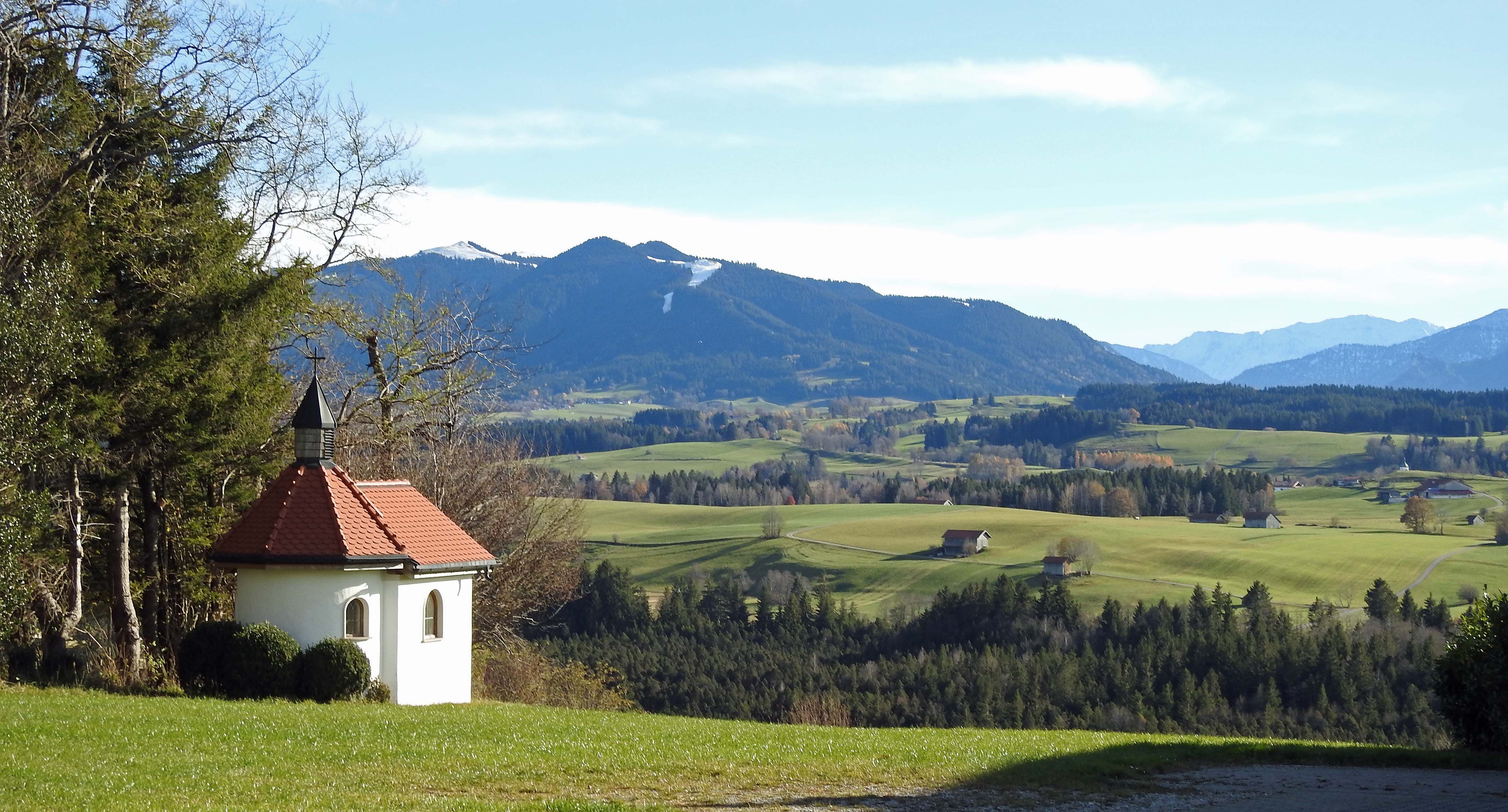
Blick von Lettigenbichl über das Bad Bayersoiener Gemeindegebiet zum Hörnle

## Geschichte

### Bis zur Gemeindegründung
Erste schriftliche urkundliche Erwähnungen finden sich über Einzelhöfe im heutigen Gemeindegebiet im 13. Jahrhundert. Bei der Gründung des Marienstiftes in Ettal („ètal“) 1330 durch Kaiser Ludwig den Bayern übertrug der Kaiser die im „distriktus Ammergau“ vorhandenen Reichsbesitzungen an das Kloster – darunter auch mehr als die Hälfte der in „Soyen“ damals existierenden Höfe. Die Bauern des gesamten Ammergaus aber mussten dem Kloster neben anderen Abgaben einen Frondienst („Herrendienst“) in Form von Erntearbeit bei der Heueinbringung leisten. Zu dieser Arbeit wurden die Bauern der jeweiligen Orte und Weiler zur „Hofmahd“ zusammengefasst.
Gleichzeitig mit der Gründung von Ettal erhielt Oberammergau das so genannte „Stapel-“ und „Rottrecht“, womit zugleich die auf der Römerstraße Via Raetia basierende Via Imperii zwischen dem Lech (Schongau) und dem Loisachtal (Partenkirchen) auf die Route über Ettal gelegt wurde. An dieser „Rottstraße“ gelegen, wurde „Soyen“ zu einem aufstrebenden Ort für das Dienstleistungsgewerbe jener Zeit. Etliche der zum Kloster Ettal gehörenden bäuerlichen Anwesen im Dorf wurden verkleinert („versöldet“), da Handwerker die so entstehenden kleineren Höfe lediglich zur eigenen Grundversorgung benötigten. Meist wurden deren Anwesen entlang der Durchgangsstraße errichtet, wodurch ein geradezu idealtypisches Straßendorf entstand. Der architektonische Charakter dieses Straßendorfes mit seinen zur Straße gewendeten Giebeln der Häuser dominiert bis heute das Bild der zentralen Dorfstraße.
Mit der Säkularisation von 1803 gingen die in der heutigen Gemeinde liegenden Anwesen der Klöster Ettal und Rottenbuch in den Besitz des Staates über, wobei dem neuen Königreich Bayern sehr daran gelegen war, dass die Untertanen diesen nun Staatsbesitz käuflich erwarben.
Im Zuge der Verwaltungsreformen im Königreich Bayern entstand mit dem Gemeindeedikt von 1818 die heutige Gemeinde, die zum königlichen Landgericht Schongau gehörte. Da in diesem Zusammenhang im Bereich des königl. Landgerichts nun zwei „Soyen“ lagen, wurde zur Unterscheidung jenes „schwabseits“ des Lechs liegende Soyen zu Schwabsoien, während das an der Ammer liegende Dorf seither seine Zugehörigkeit zu (Ober-)Bayern demonstrieren darf.

### 20. Jahrhundert
1968 wurde Bayersoien Luftkurort und 1996 Heilbad. Am 1. Juli 1972 wurde Bayersoien in den Landkreis Garmisch-Partenkirchen eingegliedert, als der Landkreis Schongau aufgelöst wurde, dem Bayersoien bis dahin angehört hatte.

### 21. Jahrhundert
Am 26. August 2023 traf eine Superzelle die Gemeinde mit Hagelkörnern von bis zu 8 cm Korngrösse. Die Hagelkörner zertrümmerten Dachziegel, Solaranlagen und beschädigten parkende Autos.
Über 300 Dächer wurden schwer beschädigt; eindringendes Regenwasser vergrößerte die Schäden. Der Landrat  des Landkreises Garmisch-Partenkirchen rief den Katastrophenfall aus.
Das Ereignis fand international Beachtung.

### Einwohnerentwicklung
Zwischen 1988 und 2018 wuchs die Gemeinde von 999 auf 1188 um 189 Einwohner bzw. um 18,9 %.

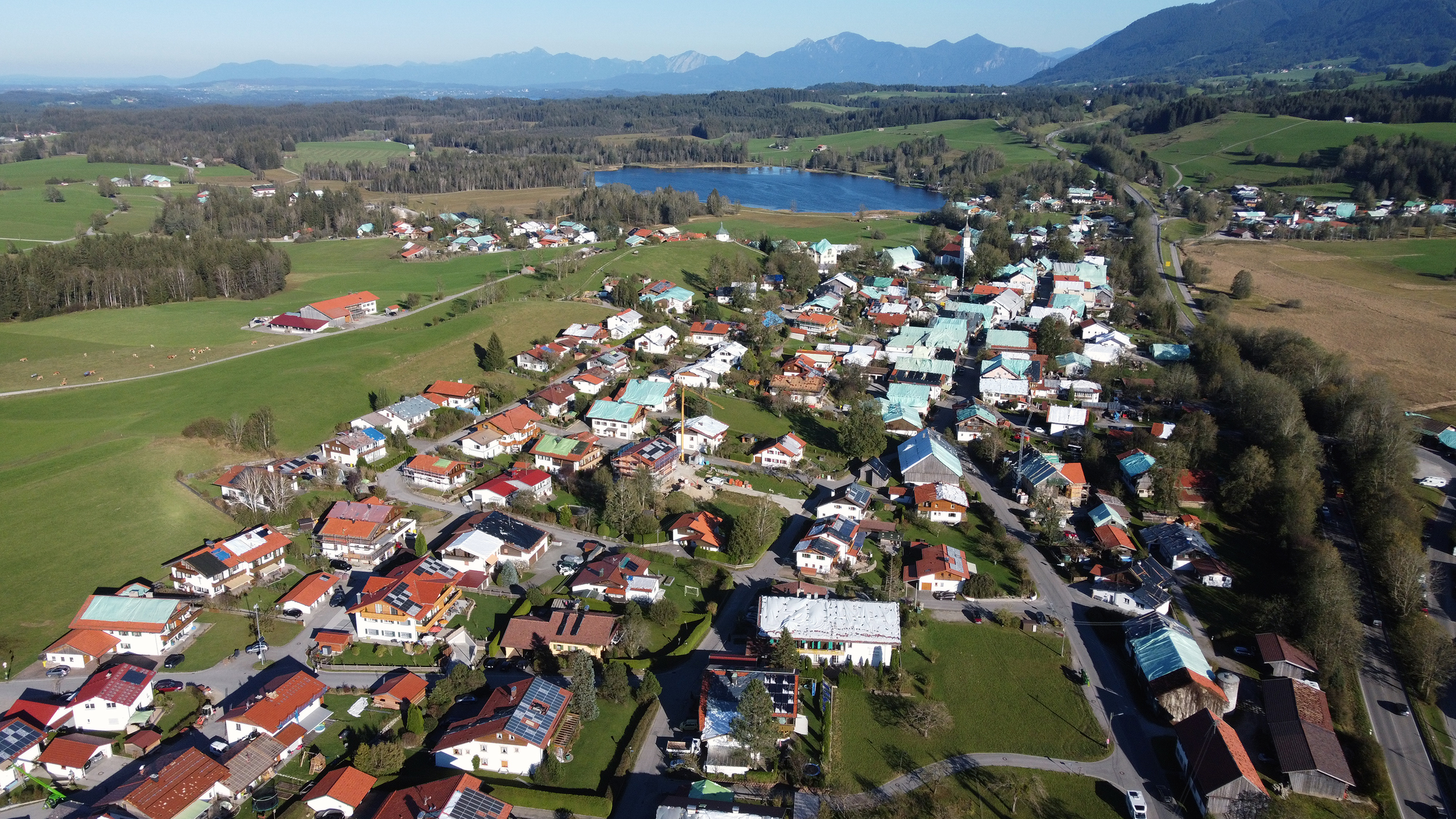
Luftaufnahme von Bad Bayersoien nach der Superzelle. Beschädigte Dächer sind mit Planen und Notdächern abgedeckt.

Einwohnerentwicklung Bad Bayersoien

- 1961: 0788 Einwohner
- 1970: 0818 Einwohner
- 1987: 0993 Einwohner
- 1991: 1042 Einwohner
- 1995: 1129 Einwohner
- 2000: 1137 Einwohner
- 2005: 1194 Einwohner
- 2010: 1164 Einwohner
- 2015: 1186 Einwohner

## Politik
Die Gemeinde ist Mitglied der Verwaltungsgemeinschaft Saulgrub.

### Gemeinderat
Bei den Kommunalwahlen 2020 erreichte die 2008 aus Junge Wählervereinigung/Frischer Wind und Unabhängige Wählervereinigung gebildete Wählvereingung Gemeinsam für unser Dorf (GUD) 51 % und damit sechs Sitze (2008 bis 2014 hatte sie neun Sitze, von 2014 bis 2020 sieben Sitze). Die Bewerberliste Für Bad Bayersoien kam auf 49 % und ist damit seit 2020 mit fünf Mitgliedern im Gemeinderat vertreten.

### Bürgermeisterin
Erste Bürgermeisterin ist Gisela Kieweg (Keine Liste). Sie wurde im Jahr 2014 Nachfolgerin von Eberhard Steiner (Junge Wählervereinigung/Frischer Wind).

### Gemeindefinanzen
Die Gemeindesteuereinnahmen betrugen im Jahr 2011 744.000 €, davon betrugen die Gewerbesteuereinnahmen (netto) 125.000 €.

### Wappen
| | Blasonierung: „In Blau die goldene Krümme eines Abtstabs über einer gedeckten silbernen Holzbrücke mit zwei silbernen Wellenleisten zwischen den Widerlagern.“ |
| Wappenbegründung: Die Krümme des Abtstabs erinnert an die historische Rolle bedeutender Klöster in der Geschichte der Gemeinde, die als Hofmad Soyen zum Klostergericht Ettal gehörte. Die Benediktinerabtei Ettal und das Chorherrenstift Rottenbuch waren bis zur Säkularisation 1803 die bedeutendsten Grundherrschaften. Die Brücke über den Wellenleisten symbolisiert den wichtigen alten Flussübergang über die Ammer bei Echelsbach und weist zugleich auf die wirtschaftshistorische Bedeutung der Straße und des Fuhrgewerbes an der Grenze des Ammergaus hin. Die Wellenleisten versinnbildlichen zudem die Lage am See, von dem sich der Name Soien ableitet. Sie sind auch ein passendes heraldisches Symbol für das jüngste bayerische Moorheilbad, das den Zusatz Bad seit 1996 im Orts- und Gemeindenamen führt. Wappenführung seit 1967. | |

Die Gemeindeflagge ist Gelb, Blau und Weiß, in der Mitte das Wappen.

## Sehenswürdigkeiten

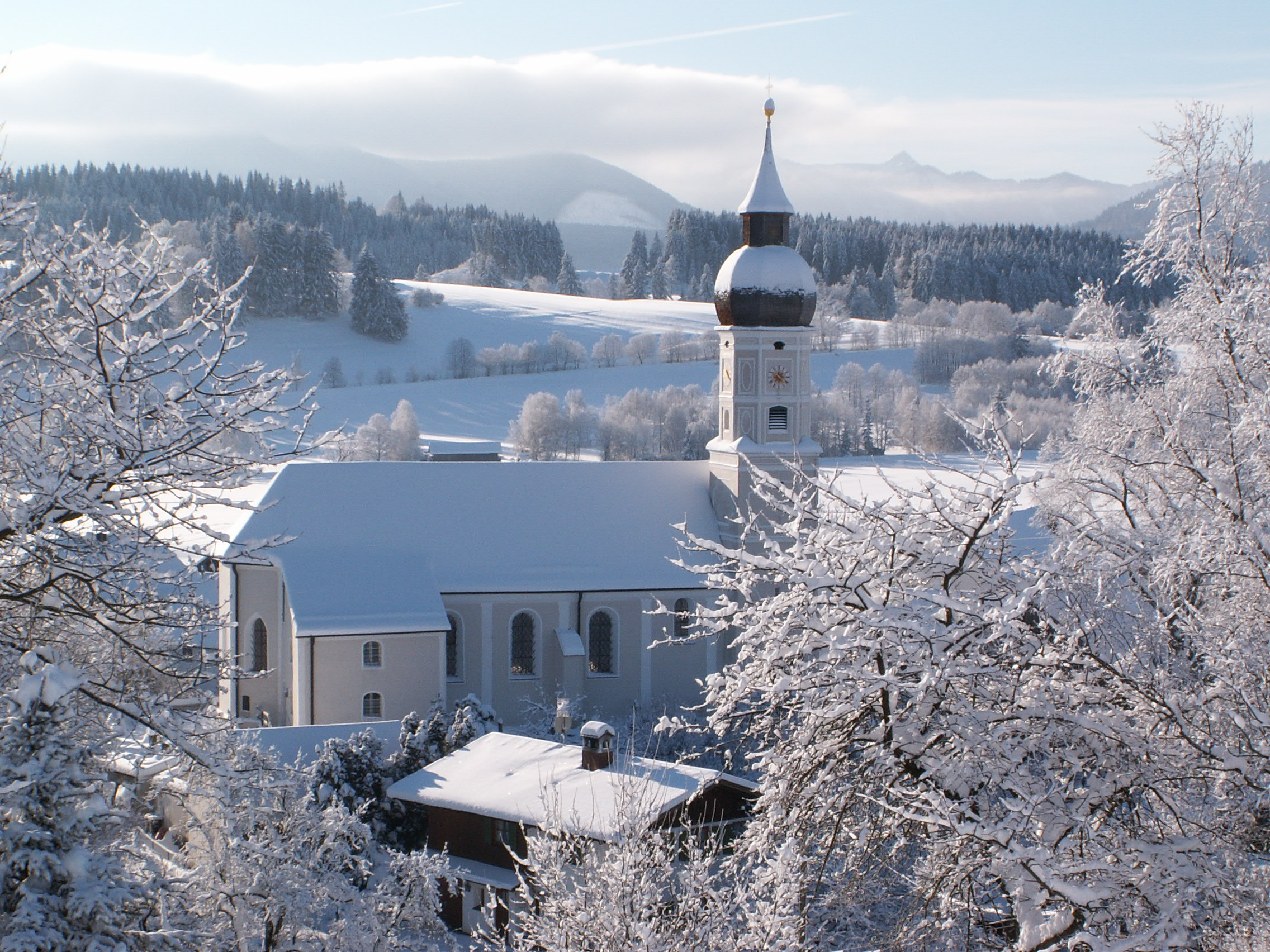
Kirche im Winter

### Bauwerke
Die Pfarrkirche St. Georg entstand während des 15. oder 16. Jahrhunderts und wurde 1717 in barocken Formen umgebaut und erweitert. Im 17. Jahrhundert kam die Holzkapelle (Gschwendt) und 1925 die neobarocke Kriegergedächtniskapelle hinzu.
Die 183 m lange Echelsbacher Brücke wurde im Jahr 1929 für 900.000 RM Baukosten fertiggestellt und war mit 130 m Bogenspannweite die weitestgespannte Melan-Bogenbrücke der Welt. Sie erlangte makabre Bekanntheit durch die vielen Suizide. Im Jahr 2018 wurde eine Behelfsbrücke unmittelbar neben der Echelsbacher Brücke errichtet, diese gesperrt und deren Tragwerk und Fahrbahn abgetragen. Derzeit laufen die Arbeiten an einem Neubau der Brücke, wobei von dem alten Bauwerk nur der Brückenbogen erhalten bleibt, jedoch nur als Denkmal ohne statisch tragende Funktion der neuen Brücke. Die Kosten dafür werden mit 17,4 Mio. EUR beziffert und die Fertigstellung ist bis Mitte 2021 geplant.

### Museen
Das „Museum im Bierlinghaus“ ist mit seiner umfangreichen Sammlung und wechselnden Sonderausstellungen sehenswert. Die „Bierlings“ waren ein Kaufmannsgeschlecht aus Bayersoien und über mehr als 250 Jahre die Familie im Ort. Sie hatten das Amt des Salzfaktors inne, eines amtlich bestallten Verwalters der Salzdeponien, in denen das auf der Rottstrasse transportierte Salz gelagert wurde. Das Museum zeigt, wie sie wohnten und lebten. Ebenfalls beschäftigt sich das Museum mit dem alten Handwerk und dem Torfabbau im Moos.
Der „Lötschmüllerhof“ war ein weiteres Museum in Bad Bayersoien. Mehr als 30 Jahre lang trug der Besitzer des Lötschmüllerhofs Raritäten aus über 150 Jahren zusammen. Das Besondere am Museum war ein unterirdischer Verbindungsgang zwischen den beiden Seen, der früher vermutlich als Kloake mit Wasserspülung diente. Der Lötschmüllerhof brannte am 2. September 2017 nieder.

### Sonstiges
Bad Bayersoien liegt an der Rottstraße, einem ehemaligen sehr bedeutenden europäischen Fernhandelsweg von Augsburg nach Venedig. An der Dorfstraße kann man den Rottstein finden, der an das Rottprivileg Kaiser Ludwigs des Bayern aus dem Jahr 1332 erinnert.
Der Rückbau mit Neuanlage der Dorfstraße von Bad Bayersoien zu einer unregelmäßigen, schlichten Dorfstraße gilt als gelungenes Beispiel für Dorferneuerung, die Wiederherstellung des dörflichen Charakters und eine Abkehr von den strikten Planungsprinzipien der Nachkriegszeit. Die Maßnahme wurde als Modellprojekt vom bayerischen Innenministerium gefördert und in dem BR-Fernsehfilm Topographie – Die Dorfstraße in Bayersoien des Autors und Dokumentarfilmers Dieter Wieland von 1987 gewürdigt. Bemerkenswert ist das Konzept der Straße für alle (Begegnungszone), der Verzicht auf ausschmückendes Mobiliar, auf Hochborde bei den Gehwegen sowie auf eine einheitliche Breite des Straßenquerschnittes. Die Planung fand größtenteils im Dialog vor Ort und nicht am Reißbrett statt.
In Bad Bayersoien liegt der Moorsee Bayersoiener See. Er gilt als einer der wärmsten Badeseen in Südbayern. Um den See herum führt ein Naturlehrpfad.
In der Ammerschlucht an der Grenze zur Nachbargemeinde Wildsteig liegen die Schleierfälle, die durch einen die Hangkante hinabstürzenden Bach gebildet werden.

## Wirtschaft und Infrastruktur

### Wirtschaft einschließlich Land- und Forstwirtschaft
Im Jahr 2011 gab es 214 sozialversicherungspflichtig Beschäftigte am Arbeitsort. Auf den Bereich der Land- und Forstwirtschaft entfielen keine, auf den des produzierenden Gewerbes 57, auf den Bereich Handel und Verkehr 115, auf den Bereich Unternehmensdienstleister elf und auf den Bereich öffentlicher und privater Dienstleister 31 sozialversicherungspflichtig Beschäftigte. Sozialversicherungspflichtig Beschäftigte am Wohnort gab es insgesamt 396. Im verarbeitenden Gewerbe gab es keine Betriebe mit mehr als 20 Mitarbeitern, im Bauhauptgewerbe fünf Betriebe mit 24 Beschäftigten.
Zudem bestanden im Jahr 2010 35 landwirtschaftliche Betriebe mit einer landwirtschaftlich genutzten Fläche von 738 ha.

### Verkehr
Um den Ort führt die Bundesstraße 23, die von Peiting über Garmisch-Partenkirchen zur österreichischen Grenze bei Ehrwald führt. Die Straße ist bei Bad Bayersoien Teil der Deutschen Alpenstraße und überquert an der Gemeindegrenze zu Rottenbuch mit der Echelsbacher Brücke die Ammer. Der Ort ist an das Busnetz des RVO über die Linie 9606 von Garmisch-Partenkirchen nach Füssen angebunden.

### Bildung
Im Jahr 2018 existierten folgende Einrichtungen:
- Eine Kindertageseinrichtung mit 40 betreuten Kindern
- Eine Grund- und Hauptschule mit zwei Lehrern und 41 Schülern in zwei Klassen

### Tourismus
Die Gemeinde Bad Bayersoien gehört zur Tourismusregion Ammergauer Alpen und ist als Luftkurort staatlich anerkannt. Touristisch vertreten wird die Region durch die Ammergauer Alpen GmbH. Zur Naturparkregion Ammergauer Alpen gehören neben Bad Bayersoien die Orte Unterammergau, Oberammergau, Bad Kohlgrub, Ettal/Graswang/Linderhof und Saulgrub/Altenau/Wurmansau.
Im Jahr 2018 hat Bad Bayersoien etwa 101.000 Übernachtungen und 21.500 Ankünfte generiert.

## Persönlichkeiten

### Söhne und Töchter der Gemeinde
- Othmar Weis (1770–1843), Benediktinerpater, Autor der Oberammergauer Passionsspiele
- Adelheid Reichsiegel (1931–2018), „die malende Bäuerin vom Balteshof“
- Hans Matthäus Bachmayer (1940–2013), Bildhauer, Maler, Philosoph

### Personen, die vor Ort gewirkt haben
- Imme Hoefer-Purkhold (1919–2008), Bildhauerin und Graphikerin in Bad Bayersoien
- Walter Richard Kahn (1911–2009), Reiseunternehmer, starb in Bad Bayersoien
- Franz Mörscher (1931–2018), Bildhauer, Mosaikkünstler, Maler, Fotograf und Sachbuchautor lebte und arbeitete in Bad Bayersoien
- Joseph Schmuzer (1683–1752), Baumeister der Pfarrkirche St. Georg in Bad Bayersoien
- Isolde Holderied (* 1966), Rallye-Fahrerin, wuchs in Bad Bayersoien auf und lebt dort

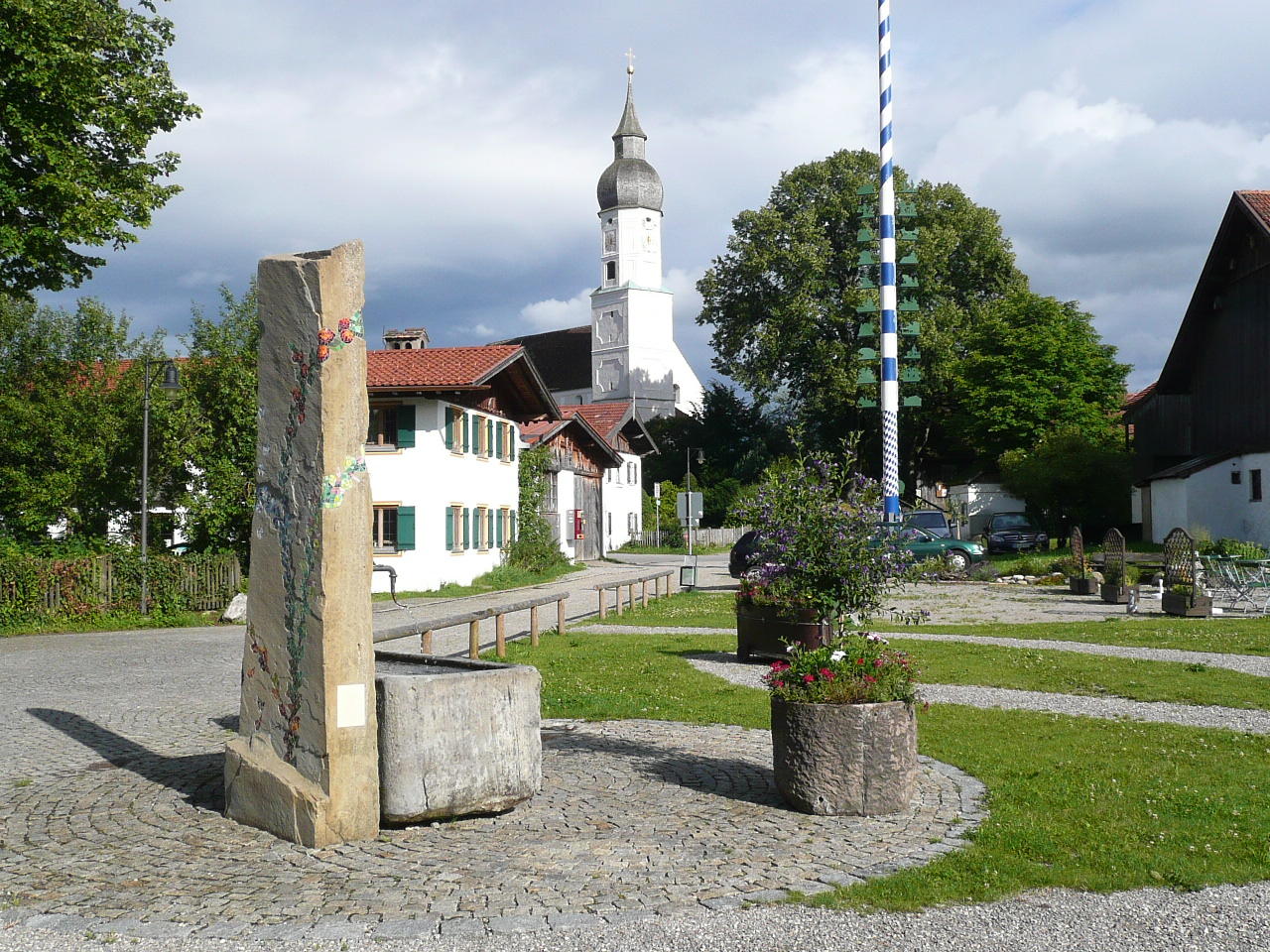
Maibaum und Pfarrkirche
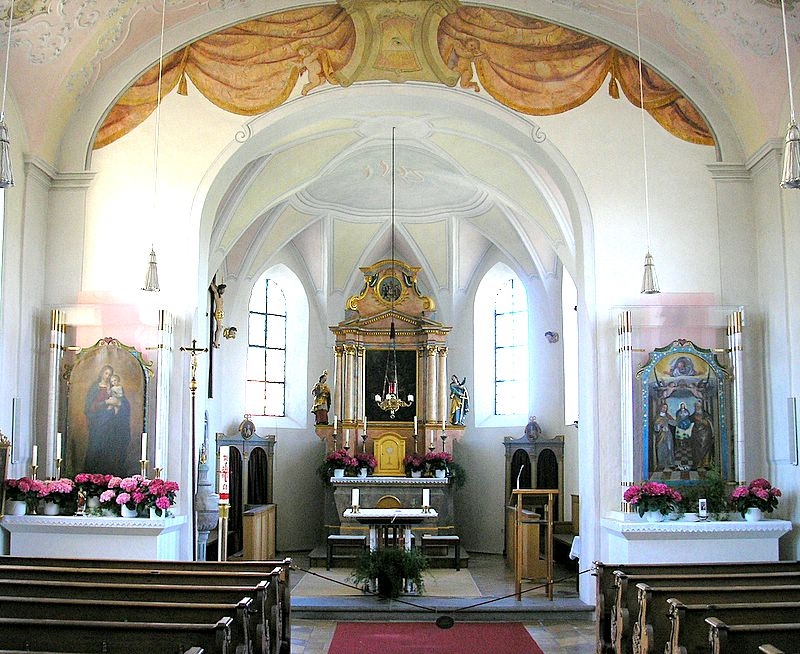
Die Pfarrkirche St. Georg
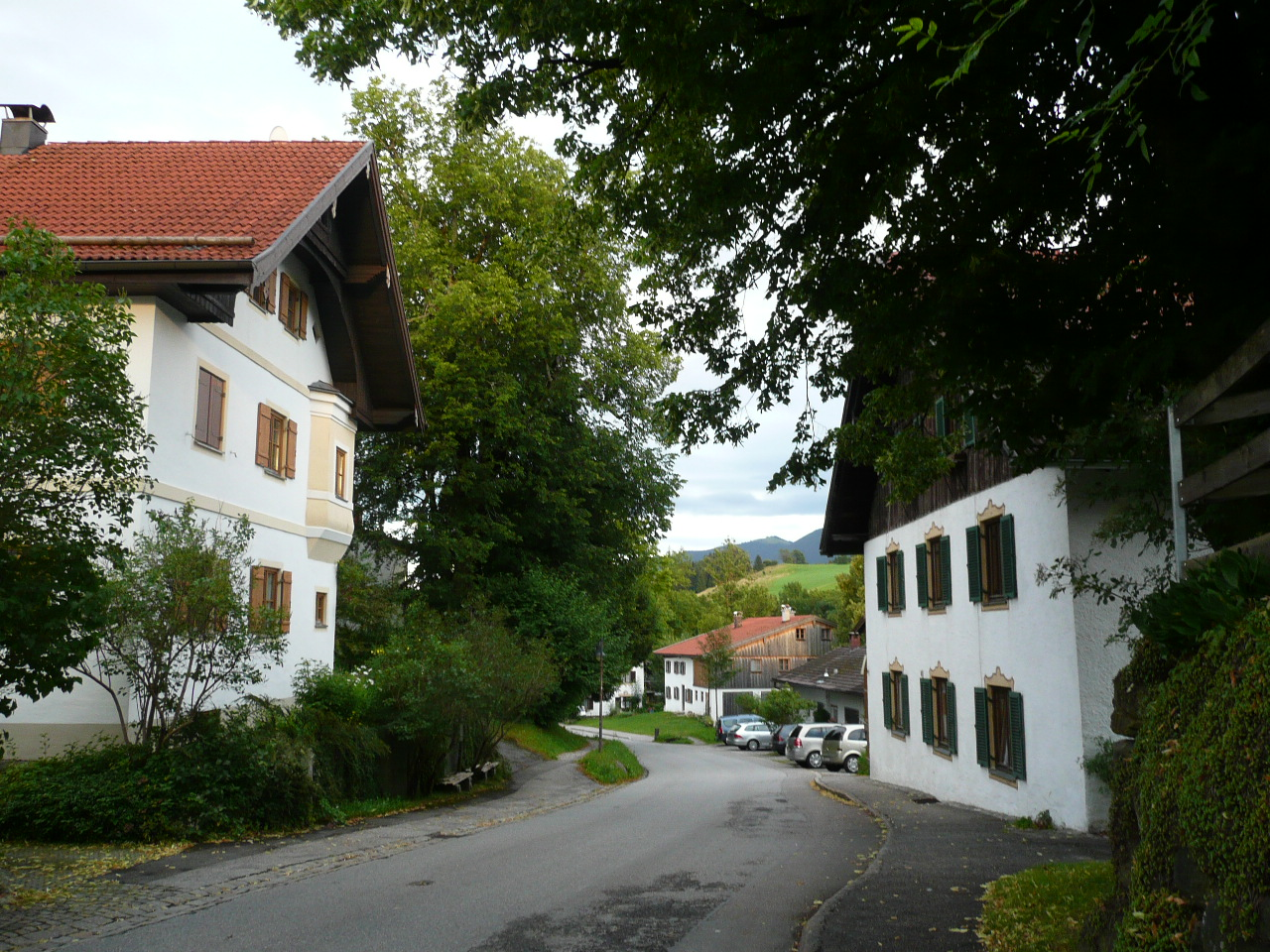
Straße
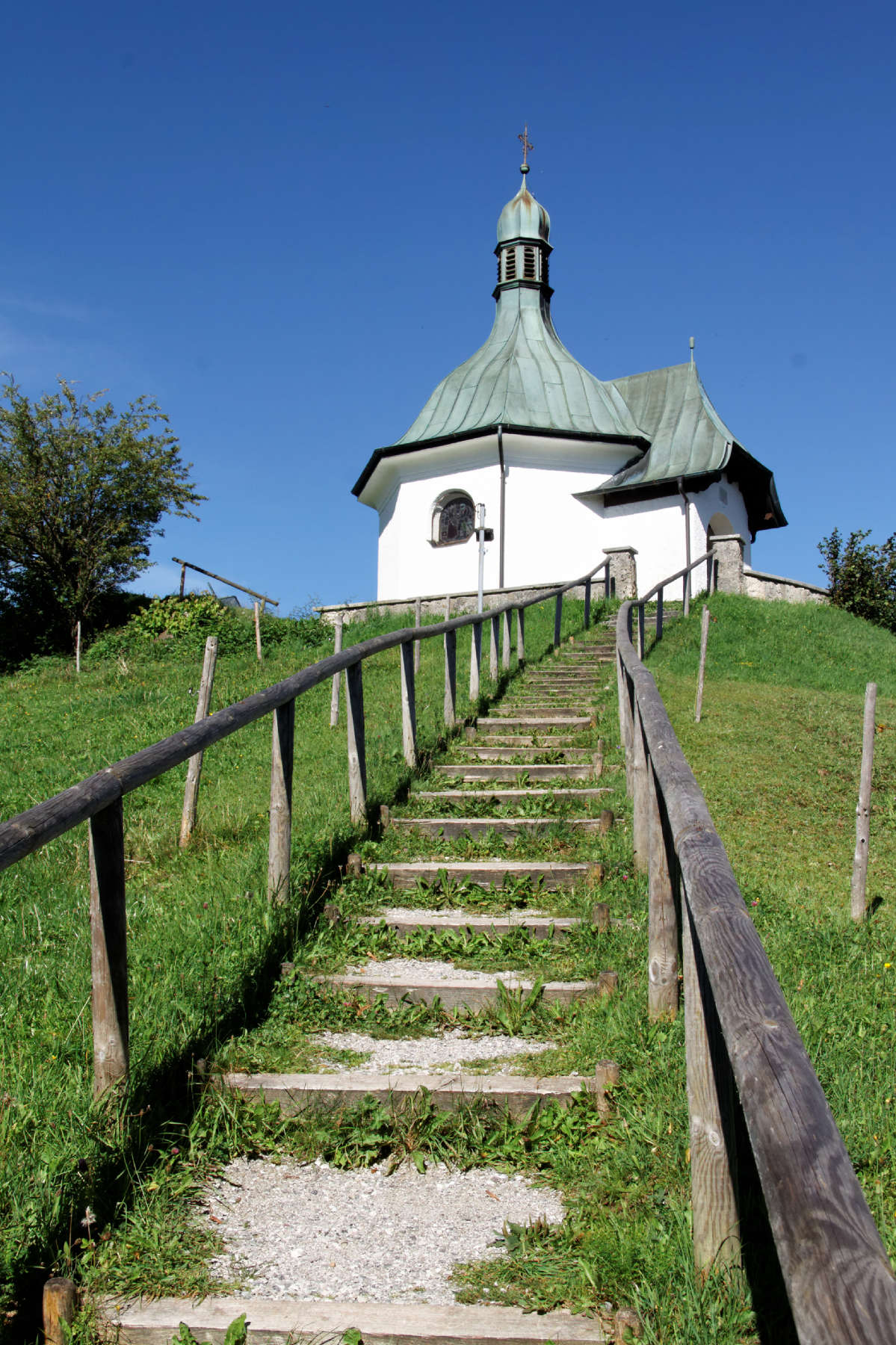
Kriegergedächtniskapelle

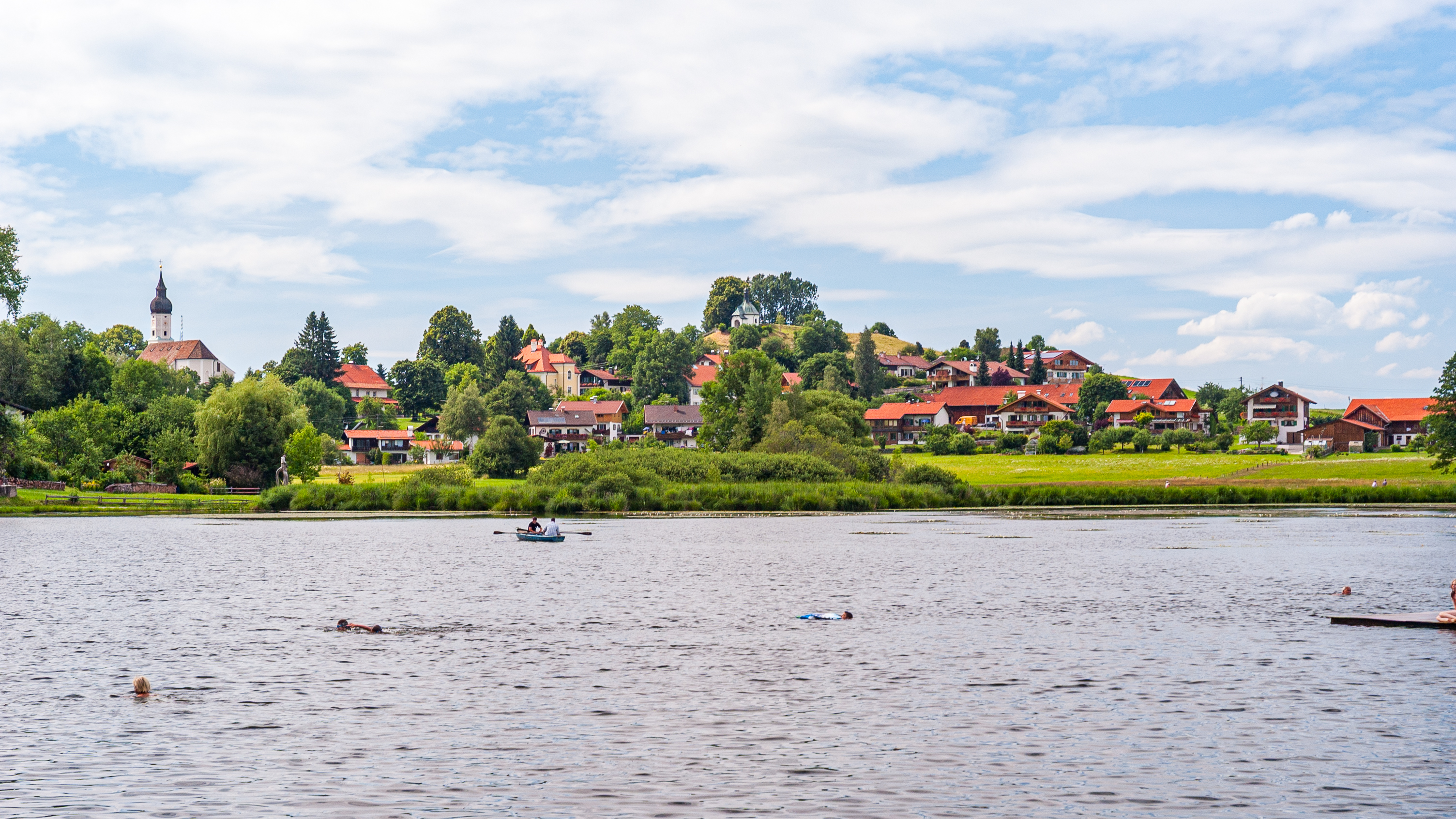
Blick über den Soiener See nach Bad Bayersoien
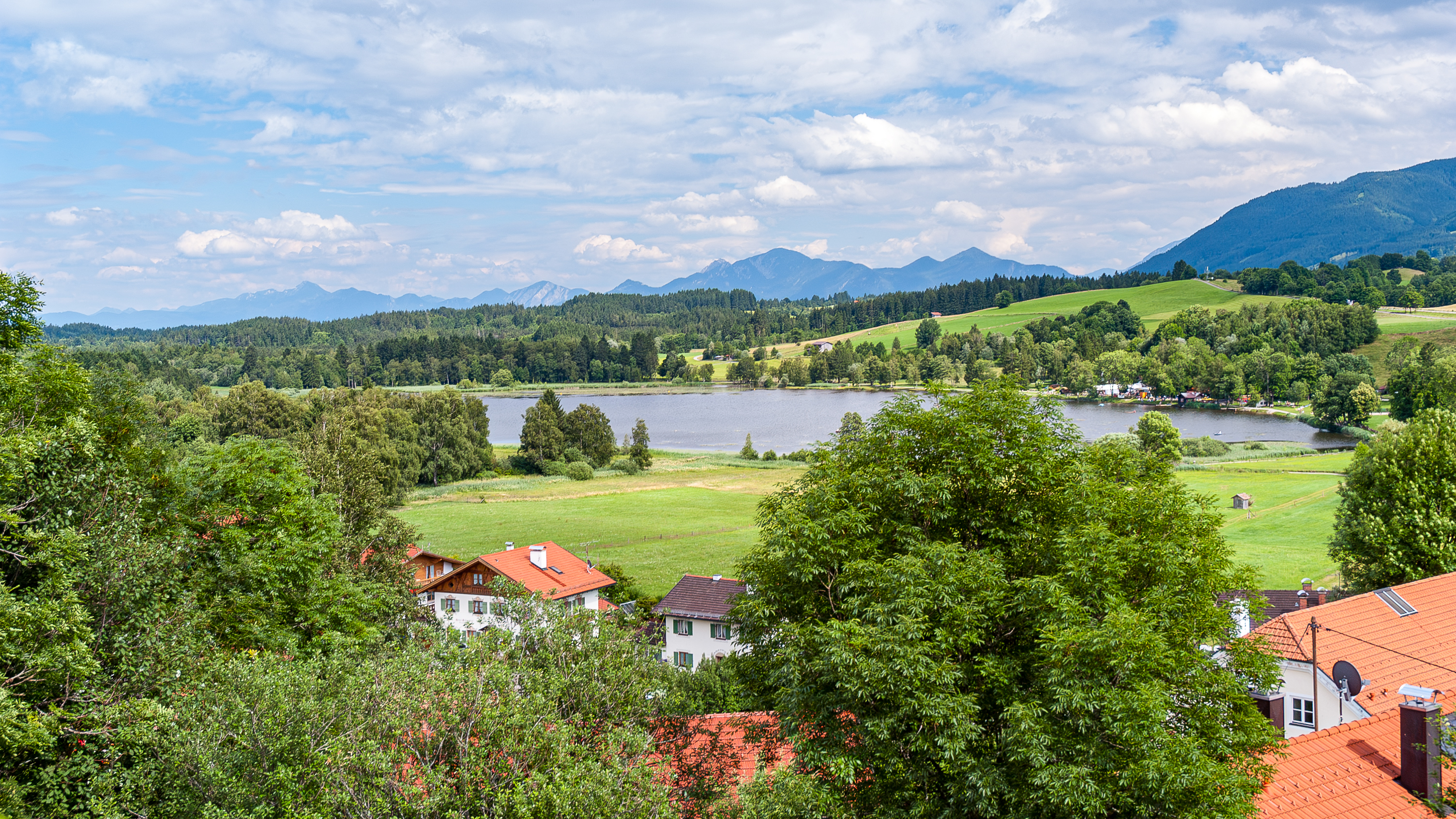
Blick über den Soiener See ins westliche Umland
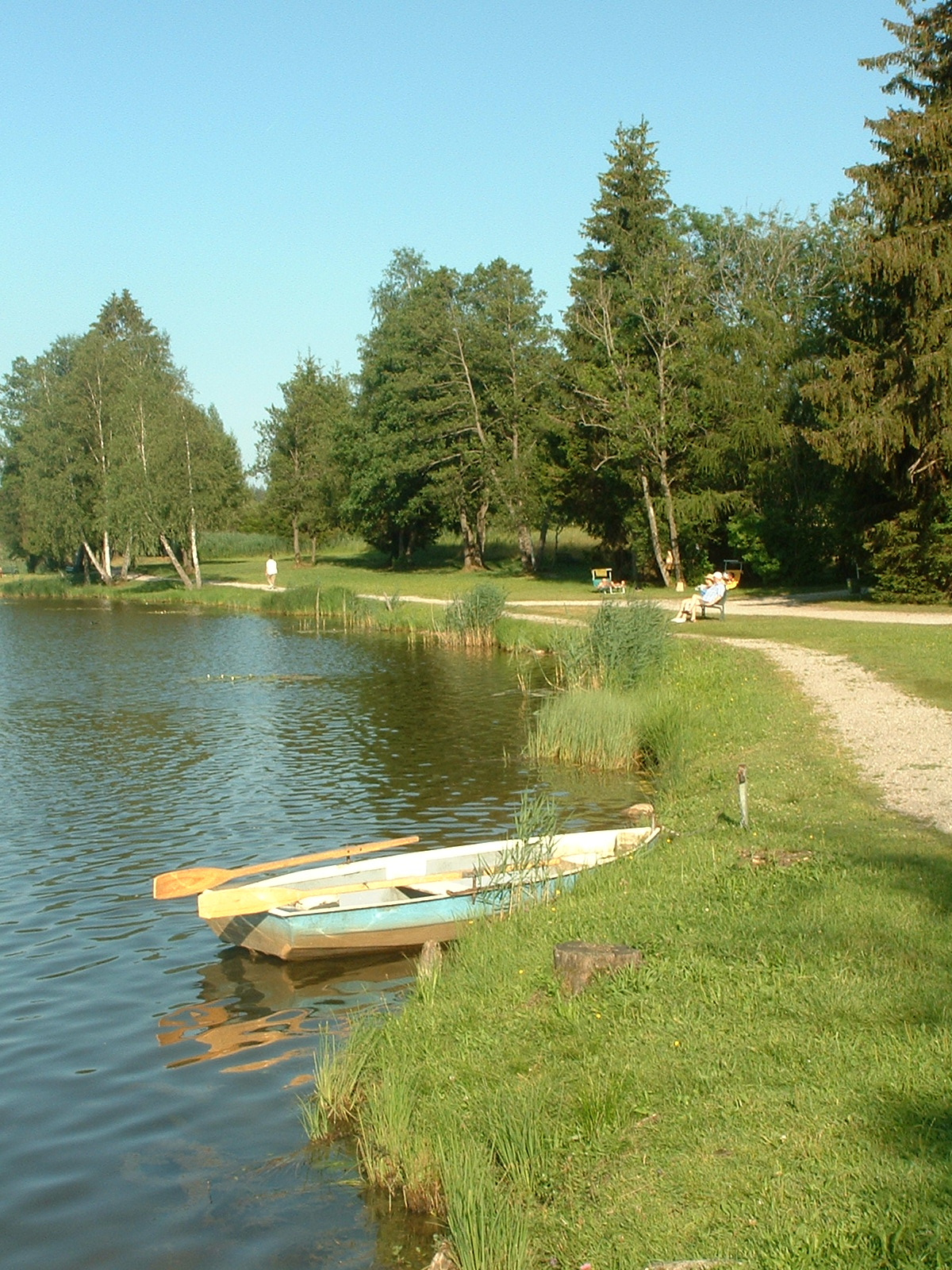
Am Ufer des Soiener Sees
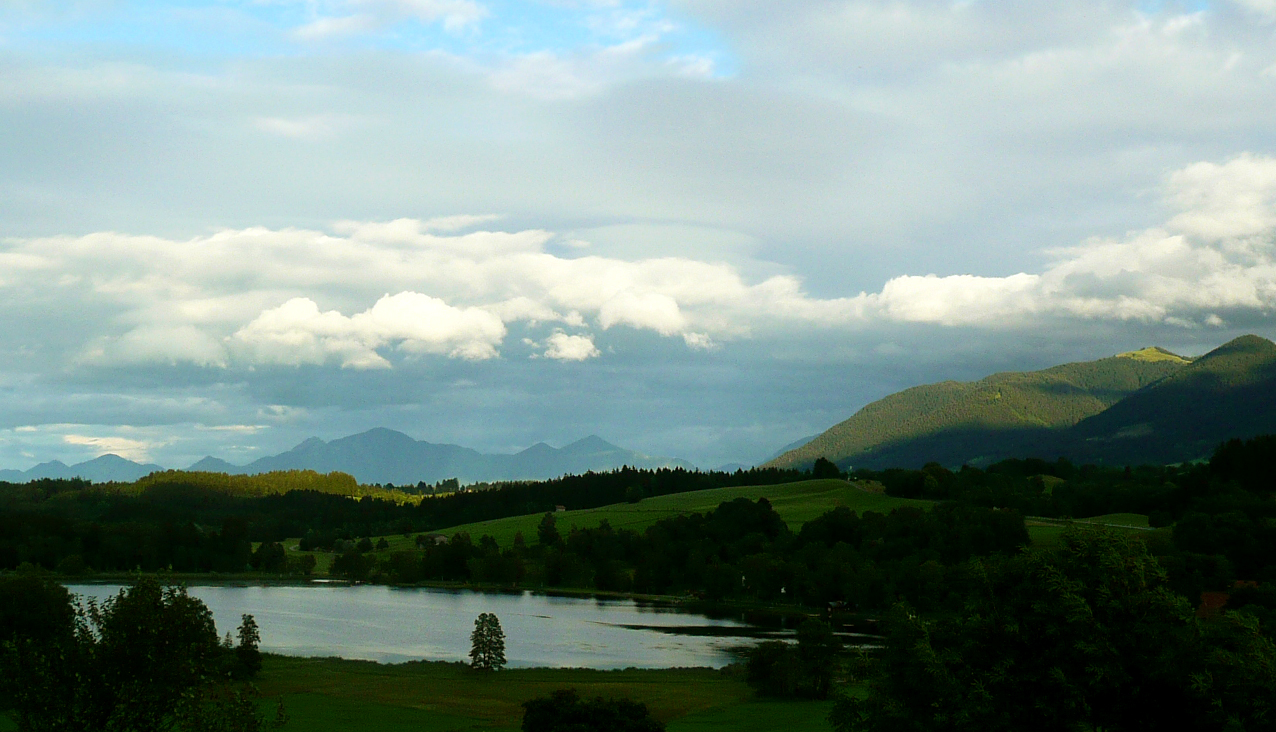
Soiener See mit Hörnle

## Film
- Dieter Wieland: Die Dorfstraße in Bayersoien. (BR-Fernsehfilm-Dokumentation, 1987)
- Massive Schäden nach Gewittern – Bad Bayersoien in Bayern. In: Weatheronline. 26. August 2023, abgerufen am 28. August 2023 (deutsch).